# 保土谷站

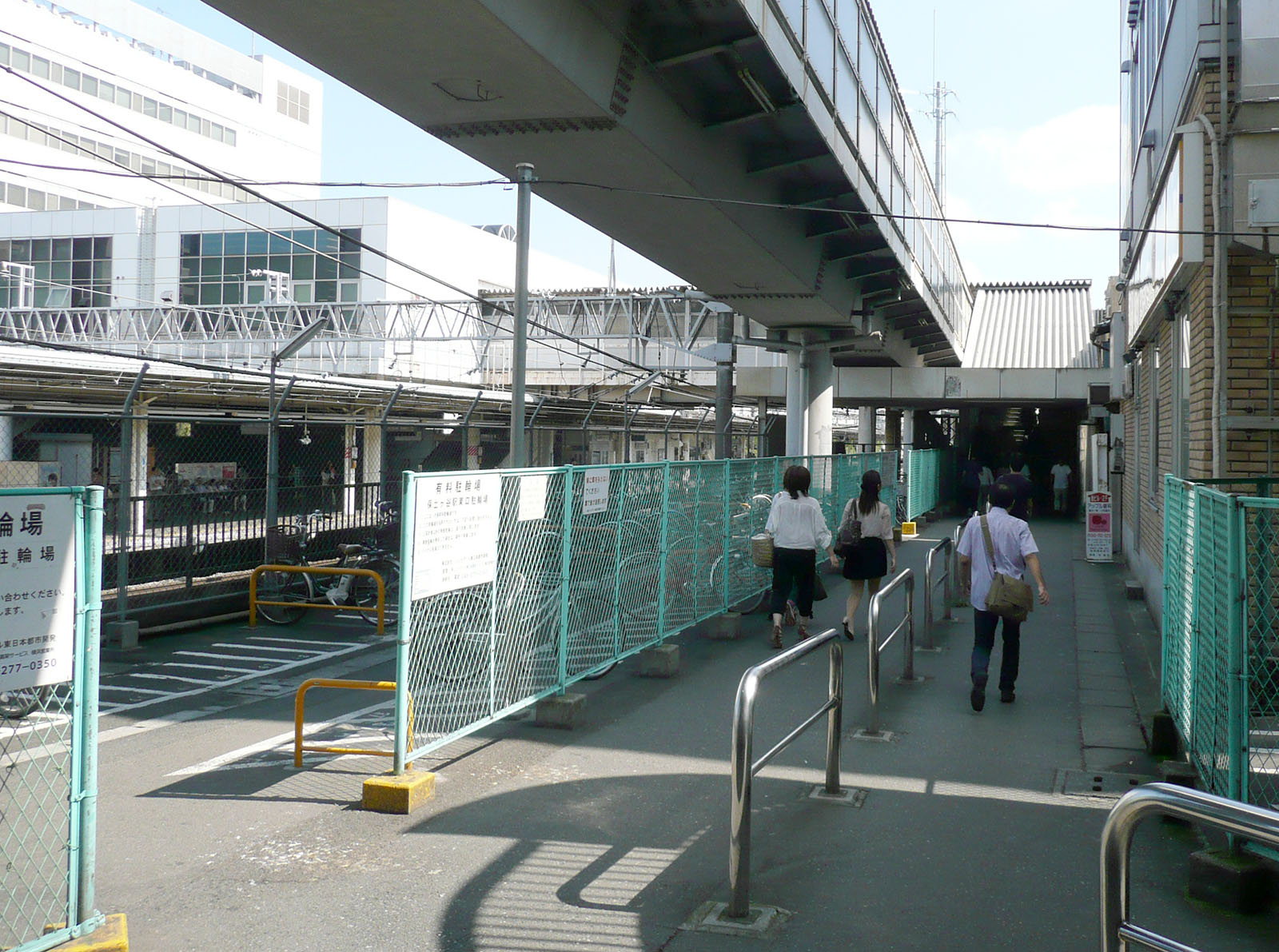
東口（2011年8月）

保土谷站（日语：／ Hodogaya eki */?）是一個位於神奈川縣橫濱市保土谷區岩井町，屬於東日本旅客鐵道（JR東日本）的鐵路車站。

## 停靠路線
此站路線在軌道名稱上稱為東海道本線（詳情參見路線條目與鐵道路線的名稱），但此站只有橫須賀線專用軌道上才設有旅客月台，因此只停靠行走於該軌道的橫須賀線列車與湘南新宿線的東北本線（宇都宮線） - 橫須賀線直通列車，旅客導覽不標示「東海道（本）線」。湘南新宿線的東海道線 - 高崎線系統全部列車以快速運行通過此站。
另外此站各停靠路線都設有車站編號。
- 橫須賀線：東海道本線（經品鶴線），下行列車從大船站起行駛於線路名稱上的橫須賀線。上行列車大多經東京站直通總武快速線。 - 車站編號「JO 12」
- 湘南新宿線：東海道本線（經品鶴線），至西大井站為止與橫須賀線使用同一線路，經新宿站直通宇都宮線。 - 車站編號「JS 12」

而根據JR的特定都區市內制度，此站屬於「橫濱市內」。

## 历史
1887年（明治20年）7月11日，東海道本線橫濱 - 國府津間通車，程谷站開業。當時的橫濱站位置在現在的櫻木町站，而東海道本線列車是以折返方式從初代橫濱站前往程谷。開業當時的站房採西歐風格，僅有西口一個出入口。
然而，折返運行造成運輸上的極大障礙。之後，日清戰爭爆發帶動運輸需求上升，由陸軍省請求的神奈川站與本站短絡線於1894年（明治27年）9月下旬開通。日清戰爭結束後，隨著東海道本線複線化，開始提出將該路線升格為本線的計畫。然而，橫濱商人擔心位於支線上的橫濱站班次將隨之減少而反對。結果，1898年（明治31年）8月1日短絡線升格成為本線，神奈川 - 大船間複線化。為了提升橫濱市民的便利性，1901年（明治34年）10月10日於短絡線上新設平沼站，然而該站周邊尚未發展，加上未整備與橫濱市區的交通，使用率不高。
之後，1915年（大正4年）8月15日於高島町交差點附近新設第二代橫濱站。同時初代橫濱站改稱櫻木町站。此時東海道本線改成從神奈川站往南經第二代橫濱站，再沿石崎川至本站的弓形路線。同時櫻木町與本站之間的路線、神奈川站與本站之間的短絡線廢除。第二代橫濱站東側的貨物站高島站，及連結該站與本站的貨物線於1915年（大正4年）12月30日開通。1917年（大正6年）6月17日，鶴見站與高島站之間的貨物線、通稱高島線開通，鶴見至該站的客運與貨運分線完成分線。同年，西口站房改建。
1923年（大正12年）9月1日的關東大地震造成第二代橫濱站燒毀。之後的橫濱鐵道網再建計畫，提出將東海道本線再次直線化，設立現在的第三代橫濱站，恢復過去廢除的神奈川 - 程谷短絡線並升格為本線。第三代橫濱站動工前的1925年（大正14年）12月13日，東海道本線東京 - 國府津間電氣化。1928年（昭和3年）10月15日，第三代橫濱站開業，廢除原來的弓形路線，短絡線再次開通。之後，貨物線進行重整。1929年（昭和4年）8月21日，通稱品鶴線的品川 - 鶴見路線通車，新鶴見操車場開業。另外，沿著本線鶴見至程谷路段的貨物線，以及程谷至平塚的貨物線也完成開通。至此，品川 - 平塚間完成客貨分離。貨物線通車後，不再需要的高島至本站貨物線於同年9月16日廢止。
1929年（昭和4年）2月14日，之後成為相鐵本線的神中鐵道通車至西橫濱站，本站與西橫濱的連絡線開通，負責砂石運輸。1948年（昭和23年）9月13日，該路線以貨物支線正式開業，營業里程0.8公里。除了原來的砂石運輸，還負責厚木海軍飛行場美軍的燃料補給。1964年（昭和39年）起，小野田水泥在厚木站附近建設水泥基地，開始進行水泥運輸。同年，因相模川砂石資源枯竭，砂石運輸廢止。另外，本站站區內還有相鐵的專用線。
1930年（昭和5年）3月15日起，橫須賀線列車全面導入電聯車。同時本站僅停靠橫須賀線電車，東海道線全列車通過。1931年（昭和6年）10月1日更名為保土谷站，1938年（昭和13年）3月開設東口站房。
東海道線與橫須賀線列車雖共用同線路，但決定要利用貨物線進行分離（SM分離）。首先在1979年（昭和54年）10月1日將貨運列車移至經由橫濱羽澤站的貨物線，本站廢止貨運業務，空出貨物線。10月6日。相模鐵道貨物支線也隨之廢止，水泥運輸與美軍燃料運輸改至厚木站。之後實施橋梁改築等客運化工程，1980年（昭和55年）10月1日起橫須賀線電車開始行駛舊貨物線。1981年（昭和56年）2月1日，現行的跨站式站房啟用。

### 年表
- 1887年（明治20年）7月11日：日本國鐵鐵東海道本線 橫濱站（初代） - 國府津站開通，程谷站開業。
- 1894年（明治27年）9月下旬：開始建設陸軍省提出的神奈川站短絡線。
- 1898年（明治31年）
  - 4月1日：開始貨物運業務。
  - 8月1日：與初代橫濱站的路線改為支線，與神奈川之間的短絡線升格本線。神奈川 - 大船間複線化。
- 1915年（大正4年）
  - 8月15日：第二代橫濱站更改位址，初代橫濱站改稱櫻木町站，廢除櫻木町站與本站間的路線，經由第二代橫濱站的路線成為本線。
  - 12月30日：至高島站的貨物線開通。
- 1917年（大正6年）：西口站房改建。
- 1925年（大正14年）12月13日：東海道本線電氣化。
- 1928年（昭和3年）
  - 3月31日：程谷 - 大船間的複線貨物線開通，程谷以西四線化。
  - 10月15日：第三代橫濱站開業。廢除經由第二代橫濱站的線路，以前的短絡線重新啟用。
- 1929年（昭和4年）
  - 2月14日：至神中鐵道西橫濱的連絡線開通。
  - 8月21日：沿著本線鶴見至本站區段的貨物線開通。
  - 9月16日：與高島站的貨物線廢止。
- 1930年（昭和5年）3月15日：橫須賀線電車化，東海道線全列車通過本站。
- 1931年（昭和6年）10月1日：改名保土谷站。
- 1938年（昭和13年）3月：開設東口站房。
- 1948年（昭和23年）9月13日：相模鐵道的保土谷站（貨物站）至西橫濱站間的貨物線開通。
- 1979年（昭和54年）
  - 10月1日：東海道貨物線開業，貨運業務轉給新設的橫濱羽澤站（日语：横浜羽沢駅）。
  - 10月6日：相模鐵道貨物線廢止。原經該線往相鐵本線相模大塚站（駐日美軍厚木基地航空燃料）、厚木線（日语：相鉄厚木線）厚木站（小野田水泥（日语：太平洋セメント）預拌混凝土工場原料水泥）的貨物運輸[23]改成經茅崎的相模線。
- 1980年（昭和55年）10月1日：SM分離，月台由東海道本線移至現在的橫須賀線上。
- 1981年（昭和56年）2月1日：現在的站舎開始使用。
- 1984年（昭和59年）2月1日：行李業務廢止。
- 1987年（昭和62年）4月1日：國鐵分割民營化，本站由JR東日本接手管理。
- 2001年（平成13年）11月18日：智能卡系統Suica正式投入服務。
- 2007年（平成19年）：設置指定席售票機。付費區、月台間設置電梯。
- 2008年（平成20年）：新增下行電扶梯。月台設候車室。

## 車站構造
島式月台1面2線的地面車站，設有跨站式站房。島式月台東側是未設月台的東海道線。北側有到發線1條與機走線1條，供列車折返橫濱方向使用。另外，橫濱側有保線基地，以及貨物月台留下的出發號誌機（第1、第2）。
在經由橫濱羽澤站的東海道貨物線開通以前，本線西側與站房北側有貨櫃月台、篷車月台各1面1線。

### 月台配置
| 月台 | 路線                  | 方向 | 目的地                         |
| ---- | --------------------- | ---- | ------------------------------ |
| 1    | 橫須賀·總武線（快速） | 上行 | 橫濱、品川、東京、千葉方向     |
| 1    | 湘南新宿線            | 北行 | 澀谷、新宿、大宮方向           |
| 2    | 橫須賀線              | 下行 | 大船、鎌倉、橫須賀、久里濱方向 |

（來源：JR東日本:車站構內圖（页面存档备份，存于））

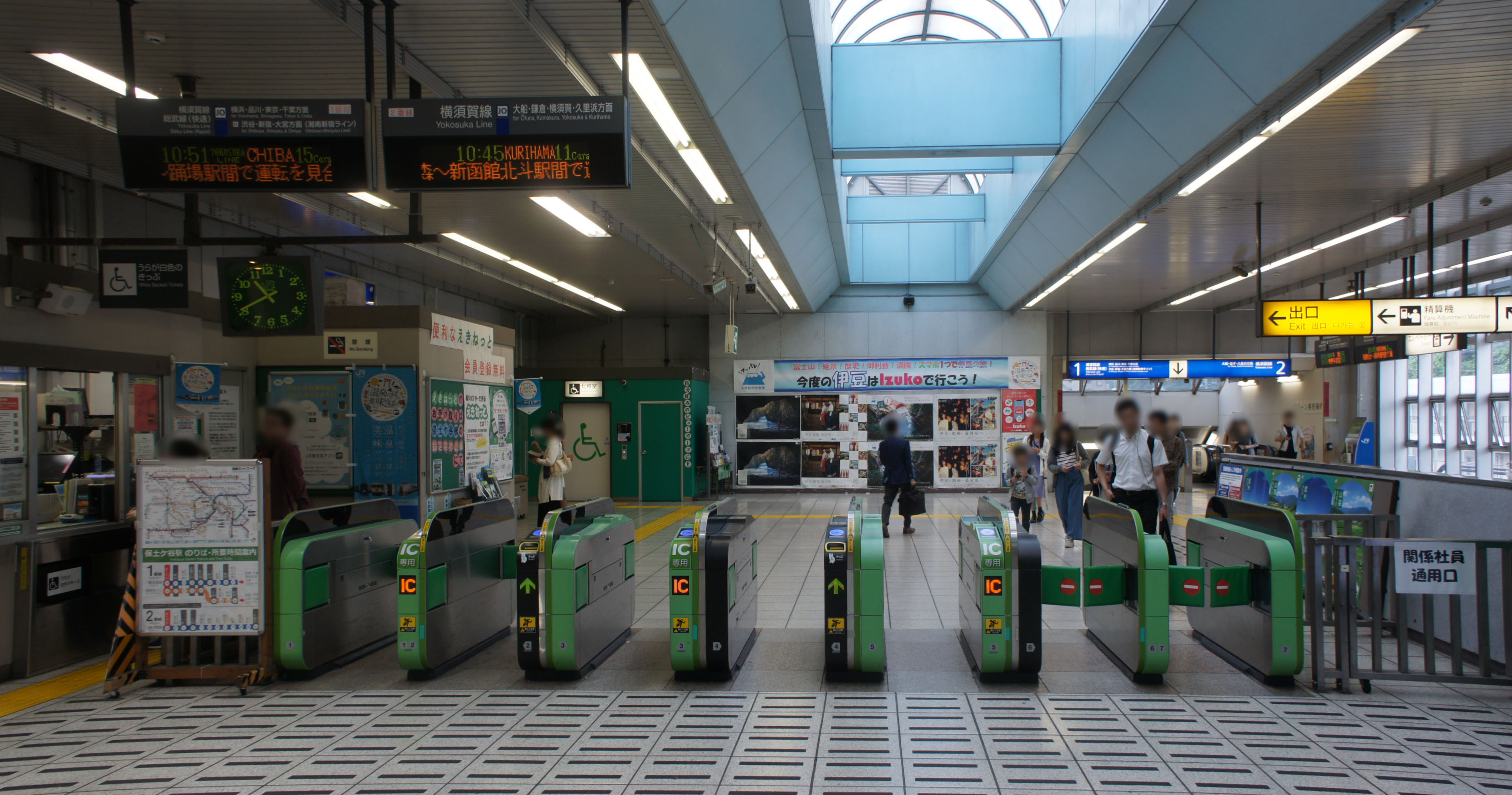
閘口（2019年6月）
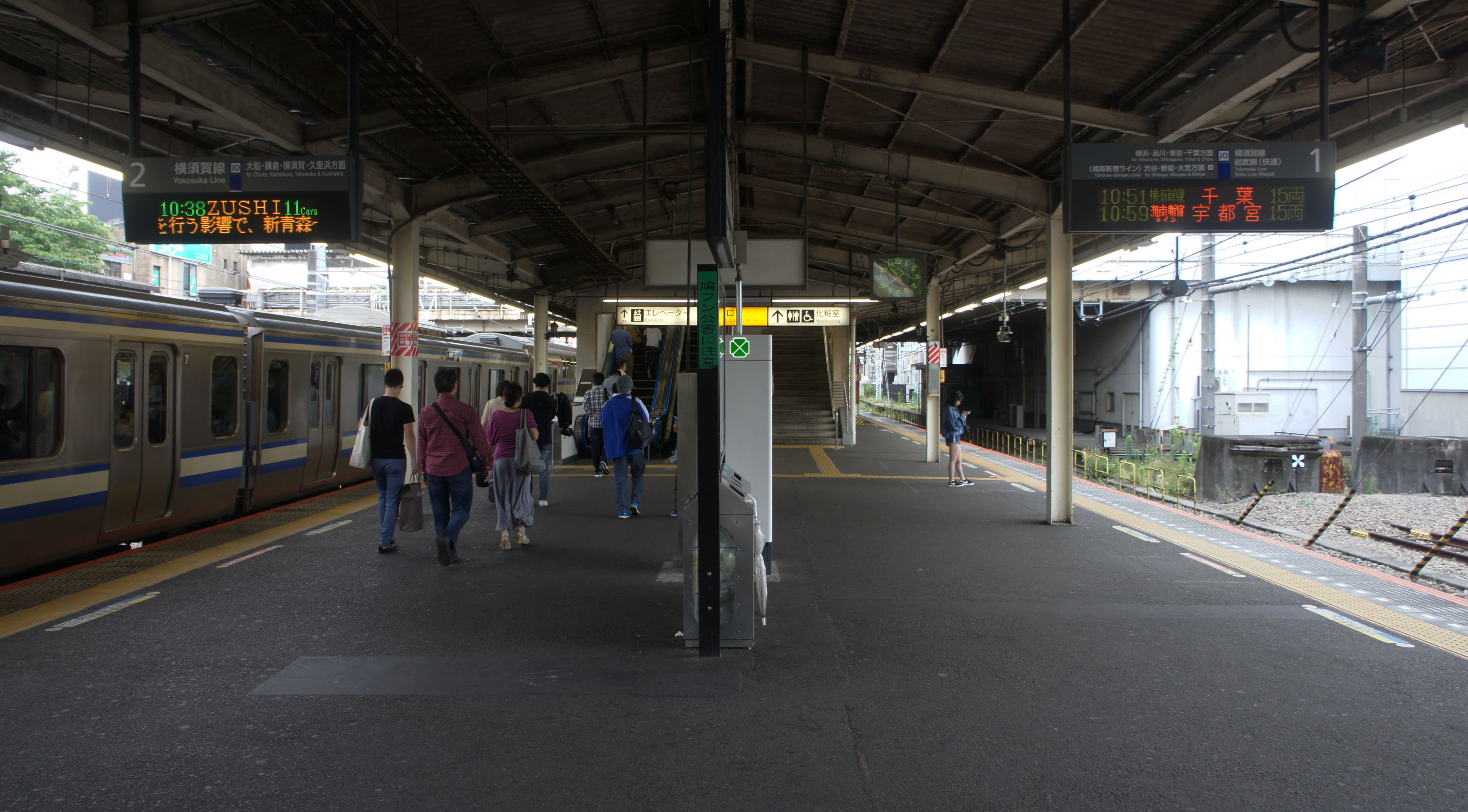
月台（2019年6月）

## 使用情況
2019年（令和元年）度的1日平均上車人次為34,029人。
近年的推移如下表。
| 年度               | 1日平均 上車人次 | 來源       |
| ------------------ | ---------------- | ---------- |
| 1991年（平成03年） | 29,997           |            |
| 1992年（平成04年） | 30,612           |            |
| 1993年（平成05年） | 30,868           |            |
| 1994年（平成06年） | 31,022           |            |
| 1995年（平成07年） | 30,860           | [ 統計 2 ] |
| 1996年（平成08年） | 31,114           |            |
| 1997年（平成09年） | 31,039           |            |
| 1998年（平成10年） | 30,756           | [ * 1 ]    |
| 1999年（平成11年） | 31,105           | [ * 2 ]    |
| 2000年（平成12年） | 31,218           | [ * 2 ]    |
| 2001年（平成13年） | 31,425           | [ * 3 ]    |
| 2002年（平成14年） | 31,465           | [ * 4 ]    |
| 2003年（平成15年） | 31,434           | [ * 5 ]    |
| 2004年（平成16年） | 30,974           | [ * 6 ]    |
| 2005年（平成17年） | 30,810           | [ * 7 ]    |
| 2006年（平成18年） | 31,261           | [ * 8 ]    |
| 2007年（平成19年） | 31,472           | [ * 9 ]    |
| 2008年（平成20年） | 31,511           | [ * 10 ]   |
| 2009年（平成21年） | 31,612           | [ * 11 ]   |
| 2010年（平成22年） | 31,855           | [ * 12 ]   |
| 2011年（平成23年） | 31,932           | [ * 13 ]   |
| 2012年（平成24年） | 32,412           | [ * 14 ]   |
| 2013年（平成25年） | 32,764           | [ * 15 ]   |
| 2014年（平成26年） | 32,422           | [ * 16 ]   |
| 2015年（平成27年） | 33,001           | [ * 17 ]   |
| 2016年（平成28年） | 33,613           | [ * 18 ]   |
| 2017年（平成29年） | 34,035           | [ * 19 ]   |
| 2018年（平成30年） | 34,365           |            |
| 2019年（令和元年） | 34,029           |            |

## 車站周邊

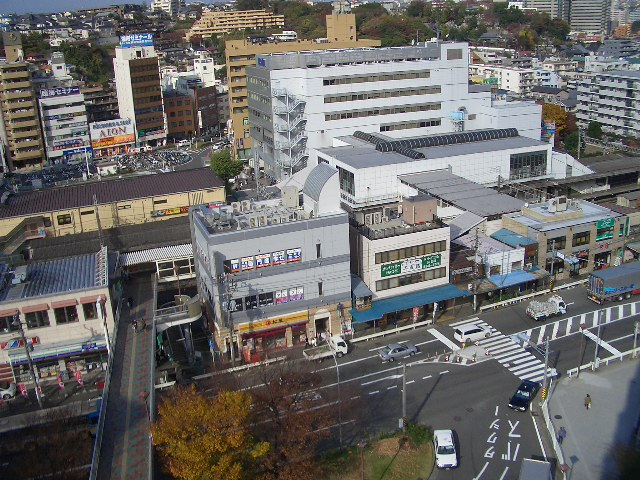
東口側集合住宅望向保土谷站 - 前方道路是國道1號，圖片右側是橫濱方向，左側是大船方向（2004年11月）

以前為東海道的宿場之一的程谷宿，因此車站周邊有許多古蹟，如本陣跡、高札場、問屋場、四座金澤橫町道標等，亦有不少神社與佛閣。西口有過去的舊東海道，以及保土谷稅務署。但是，保土谷區役所等主要政府機關多集中在相鐵本線星川站周邊。
西口
- 舊東海道
- 橫濱都市計畫道路環狀1號（日语：環状1号線 (横浜市)）（與舊東海道重複）
- 車站大樓
  - URBAN（保土谷車站大樓）
    - Beans保土谷西館（URBAN內商場）
      - 肯德基保土谷店
      - 橫濱文明堂（日语：文明堂）保土谷店

    - 橫濱西勞動基準監督署（日语：労働基準監督署）

  - CIAL（日语：CIAL）保土谷
    - 麥當勞保土谷站前店
    - 烤雞串CENTER（日语：コロワイド）保土谷站前店
    - 富士Garden（日语：ニュー・クイック）保土谷店
- Gusto（日语：すかいらーく）保土谷站前店
- Fuji（日语：富士シティオ）保土谷店
- Full House（日语：富士シティオ）保土谷店
- 保土谷稅務署
- 橫濱商業園區（日语：横浜ビジネスパーク）

東口
- 國道1號
- 車站大樓
  - Beans保土谷東館
    - 松本清保土谷站東口店
- 聖隷橫濱醫院（日语：聖隷横浜病院）
- 久保山墓地（日语：久保山墓地）
- 橫濱清風高等學校（日语：横浜清風高等学校）
- 清水丘公園（日语：清水ケ丘公園）

### 東口
以下路線由神奈川中央交通、相鐵巴士、橫濱市營巴士運行。巴士總站設於國道1號對側，1 - 8號乘車處在巴士總站內，9號乘車處在國道1號線上。
1號乘車處（神奈川中央交通）
- <戶38>、<橫46> 往戶塚站東口
- <保06> 往不動坂
- <橫17>、<東21>、<205> 往東戶塚站東口
- <77> 往芹谷

2號乘車處
- 相鐵巴士
  - <旭4> 往美立橋、往二俣川站北口
- 橫濱市營巴士
  - <106> 往境木中學校（日语：横浜市立境木中学校）前

3號乘車處（橫濱市營巴士）
- <53> 往平和台折返場
- <212> 往保土谷車庫、往保土谷站東口【循環】 ※往保土谷站東口僅平日深夜巴士

4 - 6號乘車處
- 下車專用

7號乘車處
- 神奈川中央交通
  - <11（YAMATE LINER）> 往櫻木町站前
- 橫濱市營巴士
  - <9> 往磯子站、往磯子車庫、往瀧頭

8號乘車處
- 相鐵巴士
  - <旭4> 往櫻木町站前
  - <浜4> 往橫濱站西口
- 橫濱市營巴士
  - <32> 往日本大通站、往縣廳前、往港町 ※往日本大通站、縣廳前僅平日早晨傍晚
  - <288> 往聖隷橫濱醫院（日语：聖隷横浜病院） ※平日運行、聖隷横浜病院循環

9號乘車處
- 神奈川中央交通
  - <橫17>、<橫46> 往橫濱站西口
  - <77> 往橫濱站前（東口）
  - <東21> 往水道道
- 相鐵巴士
  - <旭4> 往橫濱站西口
- 橫濱市營巴士
  - <9> 往橫濱站前（東口）、往藤棚 ※往藤棚僅平日運行
  - <28>、<32>、<212> 往保土谷車庫前 ※28系統僅平日週六運行，212系統僅白天運行
  - <53> 往橫濱站西口 ※白天運行
  - <106> 往本牧車庫前

### 西口
以下路線由神奈川中央交通、相鐵巴士、橫濱市營巴士運行。
1號乘車處
- 神奈川中央交通
  - <121> 往新橫濱站前
- 橫濱市營巴士
  - <25> 往大門通、往星川站、往保土谷站西口【循環】、往明神台、往橫濱站西口

※往大門僅平日傍晚夜間與周六日夜間，往星川站僅平日早晨夜間與週六早晨，往明神台僅平日早晨，往保土谷站西口僅早晨傍晚
  - <358> 往保土谷車庫前 ※深夜巴士，僅平日週六

2號乘車處
- 相鐵巴士
  - <濱45> 往美立橋
- 橫濱市營巴士
  - <22> 往保土谷站西口【循環】、往和田町站
  - <25> 往保土谷站西口【循環】 ※僅平日早晨傍晚與週六日早晨
  - <33> 往和田町站 ※僅平日

## 相鄰車站
東日本旅客鐵道（JR東日本）
 橫須賀線
橫濱（JO 13）－保土谷（JO 12）－東戶塚（JO 11）
 湘南新宿線
■特別快速、■快速（所有列車直通高崎線）
通過
■普通（直通宇都宮線，部分宇都宮線內快速）
橫濱（JS 13）－保土谷（JS 12）－東戶塚（JS 11）

### 曾經存在的路線
鐵道省（國鐵）
東海道本線
橫濱（初代）－程谷
1915年（大正4年）8月15日廢除，2.5英里（約4.16公里）
東海道本線貨物支線
高島－程谷
1929年（昭和4年）9月16日廢除，1.3英里（約3.36公里）
相模鐵道
貨物支線
保土谷－西橫濱
1979年（昭和54年）10月6日廢除

### 使用情況
JR東日本1日平均使用人數
1. ↑  各駅の乗車人員 （页面存档备份，存于） - JR東日本

JR東日本的統計資料
1. ↑  横浜市統計書 （页面存档备份，存于） - 横浜市
2. ↑  線区別駅別乗車人員（1日平均）の推移PDF - 17ページ

JR東日本2000年度以後的上車人次
1. ↑  各駅の乗車人員（2000年度） （页面存档备份，存于） - JR東日本
2. ↑  各駅の乗車人員（2001年度） （页面存档备份，存于） - JR東日本
3. ↑  各駅の乗車人員（2002年度） （页面存档备份，存于） - JR東日本
4. ↑  各駅の乗車人員（2003年度） （页面存档备份，存于） - JR東日本
5. ↑  各駅の乗車人員（2004年度） （页面存档备份，存于） - JR東日本
6. ↑  各駅の乗車人員（2005年度） （页面存档备份，存于） - JR東日本
7. ↑  各駅の乗車人員（2006年度） （页面存档备份，存于） - JR東日本
8. ↑  各駅の乗車人員（2007年度） （页面存档备份，存于） - JR東日本
9. ↑  各駅の乗車人員（2008年度） （页面存档备份，存于） - JR東日本
10. ↑  各駅の乗車人員（2009年度） （页面存档备份，存于） - JR東日本
11. ↑  各駅の乗車人員（2010年度） （页面存档备份，存于） - JR東日本
12. ↑  各駅の乗車人員（2011年度） （页面存档备份，存于） - JR東日本
13. ↑  各駅の乗車人員（2012年度） （页面存档备份，存于） - JR東日本
14. ↑  各駅の乗車人員（2013年度） （页面存档备份，存于） - JR東日本
15. ↑  各駅の乗車人員（2014年度） （页面存档备份，存于） - JR東日本
16. ↑  各駅の乗車人員（2015年度） （页面存档备份，存于） - JR東日本
17. ↑  各駅の乗車人員（2016年度） （页面存档备份，存于） - JR東日本
18. ↑  各駅の乗車人員（2017年度） （页面存档备份，存于） - JR東日本
19. ↑  各駅の乗車人員（2018年度） （页面存档备份，存于） - JR東日本
20. ↑  各駅の乗車人員（2019年度） （页面存档备份，存于） - JR東日本

神奈川縣縣勢要覽
1. ↑  神奈川県県勢要覧（平成12年度） - 220ページ
2. 1 2  平成13年PDF - 222ページ
3. ↑  神奈川県県勢要覧（平成14年度）PDF - 220ページ
4. ↑  神奈川県県勢要覧（平成15年度）PDF - 220ページ
5. ↑  神奈川県県勢要覧（平成16年度）PDF - 220ページ
6. ↑  神奈川県県勢要覧（平成17年度）PDF - 222ページ
7. ↑  神奈川県県勢要覧（平成18年度）PDF - 222ページ
8. ↑  神奈川県県勢要覧（平成19年度）PDF - 224ページ
9. ↑  神奈川県県勢要覧（平成20年度）PDF - 228ページ
10. ↑  神奈川県県勢要覧（平成21年度）PDF - 238ページ
11. ↑  神奈川県県勢要覧（平成22年度）PDF - 236ページ
12. ↑  神奈川県県勢要覧（平成23年度）PDF - 236ページ
13. ↑  神奈川県県勢要覧（平成24年度）PDF - 232ページ
14. ↑  神奈川県県勢要覧（平成25年度）PDF - 234ページ
15. ↑  神奈川県県勢要覧（平成26年度）PDF - 236ページ
16. ↑  神奈川県県勢要覧（平成27年度）PDF - 236ページ
17. ↑  神奈川県県勢要覧（平成28年度）PDF - 244ページ
18. ↑  神奈川県県勢要覧（平成29年度）PDF - 236ページ
19. ↑  神奈川県県勢要覧（平成30年度）PDF - 220ページ

## 延伸閱讀
- 初版. JTB. 1998-10-01.
- 長谷川弘和.  初版. JTB. 2004-11-01. ISBN 4-533-05622-9.
- 長谷川弘和・吉川文夫.  第2版. 神奈川合同出版. 1983-09.
- . 横浜都市発展記念館. 2011-03-31. ISBN 978-4990568306.
- 6. 日本國有鐵道. 1972-10-01.
- 9. 日本國有鐵道. 1972-03-25.

## 外部連結
- 車站資訊（保土谷）：東日本旅客鐵道

35°26′48.26″N 139°35′59.3″E / 35.4467389°N 139.599806°E